# Emanuele Pes di Villamarina
Emanuele Andrea Ignazio Bonaventura Paolo Maria Pes di Villamarina (Cagliari, 15 novembre 1777 – Torino, 14 maggio 1852) è stato un militare e politico italiano al servizio della corte sabauda.

## Biografia
Emanuele Pes di Villamarina era figlio del nobile sardo Salvatore Pes, marchese di Villamarina, e della nobildonna piemontese Vittoria Teresa Maffei di Boglio. Il padre era barone feudatario dell'Isola Piana, ove il giovane Emanuele visse i primi anni della sua vita con i fratelli Francesco e Bartolomeo. Il padre lo introdusse a corte come paggio del re Vittorio Amedeo III di Savoia.
Sposò il 2 novembre 1807 la nobile sarda Teresa Sanjust di San Lorenzo.
Ebbe quattro figli: 
1. Salvatore (8º Marchese di Villamarina) sposato con Melania Tapparelli dei marchesi d'Azeglio e poi con Caterina Angela Pilo Boyl dei marchesi di Putifigari;
2. Teresa, sposata con il Conte Giovenale Bonino di Robassomero;
3. Francesco, sposato con Melanie Wynne;
4. Chiara, sposata con Onorato Roero dei conti di Monticello.

Votatosi alla carriera militare, Emanuele intraprese la via dell'esercito di terra partecipando sin dal 1795 alle guerre della prima coalizione antinapoleonica, combattendo in aiuto dell'esercito regio francese e guadagnandosi la medaglia dell'Ordine di San Luigi di Francia oltre alla nomina a Sottotenente (19 maggio 1795). Dopo aver preso parte anche alle guerre della seconda coalizione antinapoleonica dal 1799 al 1801, rimase in servizio dopo che Napoleone calò in Piemonte e venne integrato nel nuovo esercito col grado di Capitano dal 24 luglio 1808.
Con la restaurazione della monarchia venne nominato Maggiore (17 luglio 1814) e re Vittorio Emanuele I di Savoia lo volle quale proprio aiutante di campo in quello stesso giorno. L'anno successivo venne nominato Regio commissario presso l'esercito austriaco durante le ultime campagne napoleoniche e venne promosso dal 2 novembre 1815 al grado di Luogotenente Colonnello. Godendo della fiducia del re Vittorio Emanuele, venne promosso Colonnello dall'8 maggio 1817 e poi Maggiore Generale dal 29 novembre 1820, consequenzialmente alla sua nomina a Ispettore d'esercito per la fanteria.
Due anni più tardi venne nominato Primo segretario di Stato di guerra e marina ad interim rimanendo in carica per soli cinque giorni dal 17 marzo al 21 marzo 1821 (incarico che ricoprirà nuovamente dal 5 aprile 1832 al 1847). Nominato Consigliere di Stato, ottenne la promozione a Luogotenente Generale d'armata il 24 ottobre 1831 per poi divenire Primo segretario di Stato per gli affari di Sardegna.
Dal 1838 al 1839 fu Luogotenente Generale del corpo del Re di Sardegna per poi venire promosso al grado di Generale di Corpo d'Armata, rimanendo in servizio sino al 1851, anno del suo pensionamento. Ritiratosi a vita privata, morì a Torino nel 1852.

## Incarichi di Governo
Regno di Sardegna ante 4 marzo 1848:
- Primo segretario di Stato di guerra e marina ad interim (17-21 marzo 1821) (5 aprile 1832-1847)
- Primo segretario di Stato per gli affari di Sardegna (30 marzo 1833)